# Comité parisien de la Libération
Le Comité parisien de la Libération, créé le 23 octobre 1943, fait partie du réseau des comités départementaux de libération, organisations de coordination et de représentation. 

## Histoire

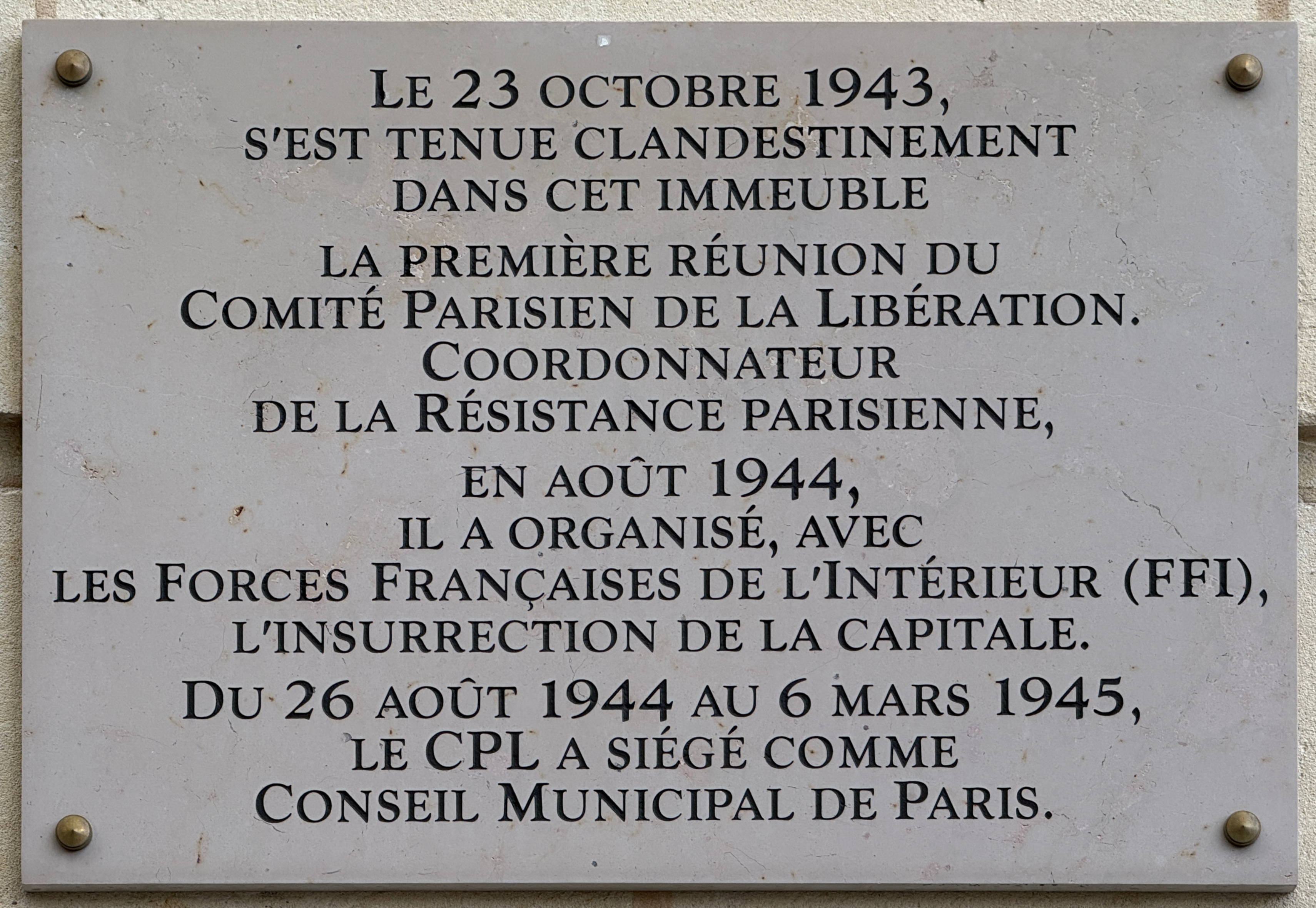
Plaque commémorative sur la première réunion du Comité Parisien Libération, 21 rue Norvins (Paris).

### Création
Le Comité parisien de la Libération regroupe à sa création :
- les partis politiques Alliance démocratique, Démocrates chrétiens, Parti communiste, Parti socialiste, Union républicaine et démocratique ;
- les syndicats CFTC, CGT ;
- les organisations de résistance affiliées au Front national ou au Parti communiste Assistance française, Union des femmes françaises, Francs-tireurs et partisans ;
- les organisations de résistance représentées au Comité central des mouvements Libération-Nord, Ceux de la résistance, Ceux de la libération, Front national, Organisation civile et militaire ;
- des organisations de résistance essentiellement parisiennes, Défense de la France et Résistance ;
- les Forces unies de la jeunesse patriotique ;
- des représentants du CFLN, le Délégué général zone nord et le Responsable des comités de libération.

Son bureau est constitué de Jean de Vogüé (Ceux de la Résistance), un membre du Front national, Roger Deniau (Libération-Nord), Albert Rigal (Parti communiste), Aimé Lepercq (Organisation civile et militaire) et André Tollet (Union des syndicats ouvriers). Ce dernier prend peu à peu un rôle prépondérant comme porte-parole et président de fait du Comité.

### Activités
Le journal du Comité, Le Patriote parisien connait trois numéros, publiés en mars, avril ou mai puis juin 1944. 23 textes du Comité seront affichés publiquement  reproduits dans des journaux clandestins.

### L’insurrection de Paris
Le CPL joue un rôle important lors de l'insurrection de Paris en août 1944.

### Après la Libération
Après la Libération, les membres du bureau sont Armand Maynal-Obadia (secrétaire), Albert Rigal (Parti communiste), Léo Hamon (Ceux de la Résistance), André Carrel (Front national de lutte pour la libération et l'indépendance de la France), Roger Deniau (Libération-Nord), André Tollet (président, Union des Syndicats), Marie-Hélène Lefaucheux (Organisation civile et militaire) et Georges Marrane (Parti communiste).

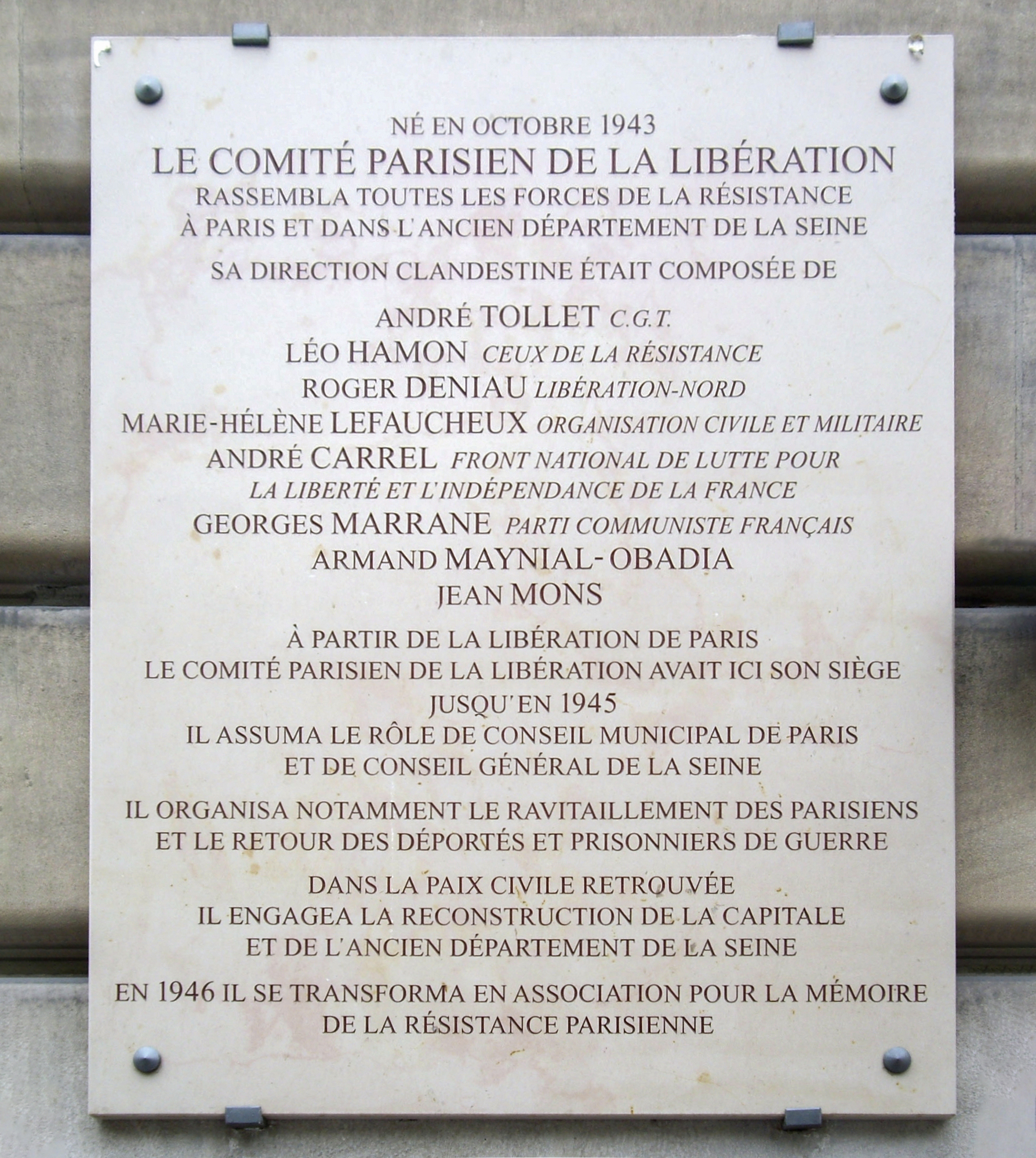
Plaque en mémoire du Comité parisien de la Libération au no 3 de le rue du Château-d'Eau à Paris.

Le Comité parisien de la libération participe, en vue des élections municipales d'avril 1945,  à la reconstitution des municipalités du département, en collaboration avec les comités locaux de libération. Il s'agit notamment d'établir de nouvelles listes électorales.
Le CPL devient une association en novembre 1946 et consacre alors son activité à la mémoire de la Résistance parisienne.